# Gleiszwei
Gleiszwei ist eine Schweizer Hip-Hop-Formation aus Zürich, die 1992 gegründet wurde. Anfangs bestand sie noch aus den drei MCs P. Moos, Mardn One und Martene sowie DJ Abe, einem Gitarristen und einem Bassisten. Später stiess auch Tibner97ner als Schlagzeuger hinzu. 1994 leisteten sie sich einen Sampler, der die Instrumente rasch verdrängte. 1996 steigerte die Gruppe ihre Bekanntheit mit dem Sampler Chocolate, Cheese & Sounds, auf welchem sie gemeinsam mit Bligg’n’Lexx auf dem Track Kein Kampf um de Titel vertreten waren. Im folgenden Jahr erschien ihre limitierte EP Bumsdaluda.
Als Martene die Gruppe verliess, wurde Tibner97ner der dritte MC. Er veröffentlichte 2002 sein erstes Soloalbum Captain Teis. Zwei Jahre später brachte auch P. Moos seine LP Mis Läbe heraus. 2005 stiess DJ N.D. zu der Gruppe hinzu, der seither die Scratches zu den Songs liefert. Die drei Rapper der Band sind alle auch als Produzenten von Instrumentals tätig. Tibner97ner arbeitet als Produzent unter dem Pseudonym TZA. Er hat unter anderem schon für Bligg’n'Lexx und PVP Beats gemacht. Mardn One hat im Jahr 2010 sein erstes Soloalbum unter dem Namen De Gleiser veröffentlicht.

## Diskografie
- 1996: Kein Kampf um de Titel (Track mit Bligg’n'Lexx)
- 1997: Bumsdaluda (EP, auf Vinyl erschienen und auf 500 Stück limitiert)
- 1999: Generation (Single)
- 1999: Jede Tagn Gleiser
- 2001: Rapscheiss
- 2002: Captain Teis (Tibner97ner)
- 2004: Mis Läbe (P.Moos)
- 2006: Limmetstadt Bros
- 2008: Swiss Made (P.Moos mit Samurai)
- 2010: De Gleiser (Mardn One)